# Salles (Gironda)
Salles es una comuna francesa situada en el departamento de Gironda, en la región de Nueva Aquitania.

## Demografía
| 2848 | 2840 | 2759 | 2916 | 3275 | 3645 | 3957 | 4487 | 7646 |
| Para los censos de 1962 a 1999 la población legal corresponde a la población sin duplicidades (Fuente: INSEE [Consultar]) |      |      |      |      |      |      |      |      |